# Alberto Vivalda
Alberto Pedro Vivalda (Buenos Aires, Argentina; 10 de febrero de 1956 - San Isidro, Argentina; 4 de febrero de 1994) fue un futbolista argentino. Jugaba como arquero y su primer equipo fue River Plate. Su último club antes de retirarse fue Racing.

## Trayectoria

### Etapa en River Plate
Empezó en River Plate a los 13 años. En sus inicios en las divisiones inferiores riverplatenses fue una de sus grandes promesas gracias a los títulos obtenidos en los torneos de las categorías octava, séptima, cuarta y tercera, por lo que es promovido al equipo profesional. Tuvo su debut el 30 de julio de 1975, entrando en reemplazo de Ubaldo Fillol en el minuto 17 ante Temperley, en la cancha de Racing Club, a tres jornadas del final del torneo Metropolitano que River lideraba. El encuentro terminó 1-1.
El 14 de agosto de 1975 los futbolistas profesionales entraron en paro, una huelga que el Ministerio de Trabajo consideró ilegal y que la AFA reconoció al no suspender la fecha. River, a un paso de obtener el título, puso a los chicos para jugar ante Argentinos Juniors en la cancha de Vélez Sarsfield. Luego de una campaña inolvidable, en esa noche no estuvieron Ubaldo Fillol, Daniel Passarella ni Beto Alonso, tampoco el DT Ángel Labruna quien fue reemplazado por Federico Vairo. Vivalda fue el golero del cuadro de primera en la penúltima fecha de campeonato. El puntero salió campeón después de casi 18 años ganando el partido 1-0 con gol de Norberto Bruno. En ese mismo año es convocado a la selección juvenil para disputar los Panamericanos en Ciudad de México donde consigue la medalla de bronce.
Tras salir de River, tuvo una breve temporada en Chacarita Juniors durante 1976, 1977 y 1978 bajo la conducción técnica de Alfio Basile. Posteriormente pasó a Racing.

### Etapa en Millonarios
En 1982 el DT José Omar Pastoriza lo llevó a Colombia a jugar con Millonarios, equipo en el que se convirtió en todo un ídolo para la afición albiazul. Con la llegada de Vivalda se recobra la seguridad en el arco que estaba faltando por esos años.
Vivalda atajó su primer penal el 15 de agosto a Víctor Hugo del Río del Deportes Tolima en la ciudad de Ibagué, y en la ciudad de Pereira detuvo otros dos en una tarde de octubre que le permiten a Millonarios ser líder parcial del torneo. El 12 de agosto Millonarios pierde 2-3 el clásico capitalino ante Santa Fe, y a partir de entonces quedó bautizado como 'el Loco Vivalda'. A final de temporada el cuadro albiazul termina tercero, detrás del Tolima (subcampeón) y el América.
En 1983 Millonarios realizó una campaña destacada pero de nuevo terminó en el tercer lugar bajo la conducción de Juan Martín Mujica.
1984 fue el año de la consagración de Vivalda ya que se realiza un excelente torneo. El 4 de marzo el conjunto embajador derrota a su archirrival Santa Fe por un contundente 0-5, siendo Vivalda figura junto a Silvano Espíndola quien convierte 2 goles.
En otro clásico ese mismo año hubo una pena máxima bastante particular. Faltaban 3 minutos para finalizar el encuentro y Millonarios ganaba 1-0 cuando el juez decretó un penal a favor de Santa Fe. Vivalda se ubicó debajo del arco sin darle la menor importancia a la situación, se acomodó la gorra que habitualmente usaba y esperó que el árbitro hiciera sonar el silbato. El jugador cardenal cobra al palo izquierdo y Vivalda se lanza y ataja, el balón queda picando cerca de la raya pero al mismo tiempo el arquero pierde su gorra, en cuestión de segundos el rival corre para cazar el rebote, Vivalda mira todo ese tiempo el balón y su gorra, no se decide qué tomar primero, se acerca el delantero velozmente y Vivalda recoge primero su gorra, se la acomoda y luego sí toma el balón.
La gran campaña de Millonarios en 1984 lo lleva a pelear título hasta el último partido del octogonal: en Barranquilla los azules tenían opción de salir campeones si empataban o derrotaban al Junior siempre y cuando el América no consiguiera ganarle a Nacional en su duelo en Cali. A la postre, el Junior venció a Millonarios y América se impuso a Nacional, con lo que el cuadro capitalino obtuvo el subcampeonato mientras los Diablos Rojos sumaban su cuarto título y tercero consecutivo.
La última temporada de Vivalda en Millonarios fue la de 1985, donde disputa la Copa Libertadores quedando eliminados en primera ronda y consiguiendo nuevamente el tercer lugar del torneo. Con los azules jugó aproximadamente 225 partidos recibiendo 127 goles, además logró un invicto de 586 minutos.
Se dice que el estilo de juego de Vivalda fue el que atrajo a René Higuita, por entonces un juvenil arquero recién llegado a Millonarios tras haber actuado de manera brillante con la selección colombiana en el Torneo Suramericano Juvenil celebrado en Asunción (Paraguay) en enero de 1985. Con el paso de los años, Higuita salía del arco con el balón dominado y amagando rivales de forma arriesgada y temeraria, desempeñándose como arquero-líbero y no nada más como un atajador.

### Últimos años y retiro
Volvió a la Argentina a finales de 1985. Luego jugó en Unión de Santa Fe, Platense y Ferro. En 1987 tuvo su revancha en River pero apenas jugó 6 partidos.
Se despidió del fútbol activo en 1990 en Racing. Un retiro causado más por sus bajones anímicos que por su edad.

## Suicidio
El 4 de febrero de 1994, tras una fuerte depresión y abatido por los problemas familiares y económicos, Vivalda se arrojó al paso de un tren en la estación de Vicente López en las vías de ferrocarril Mitre. Alberto Vivalda tenía 37 años. Las causas de su deceso no se supieron hasta 20 días después del suicidio.

## Clubes
| Club              | País      | Año       |
| ----------------- | --------- | --------- |
| River Plate       | Argentina | 1975      |
| Chacarita Juniors | Argentina | 1976-1978 |
| Racing            | Argentina | 1979-1982 |
| Millonarios       | Colombia  | 1982-1985 |
| Unión de Santa Fe | Argentina | 1986      |
| Platense          | Argentina | 1986-1987 |
| River Plate       | Argentina | 1987-1988 |
| Ferro             | Argentina | 1988-1989 |
| Racing            | Argentina | 1989-1990 |

## Palmarés

### Campeonatos nacionales
| Título           | Club        | País      | Año    |
| ---------------- | ----------- | --------- | ------ |
| Primera División | River Plate | Argentina | M-1975 |

### Campeonatos Internacionales
| Título              | Club        | País      | Año  |
| ------------------- | ----------- | --------- | ---- |
| Copa Interamericana | River Plate | Argentina | 1987 |